# Huw Edwards

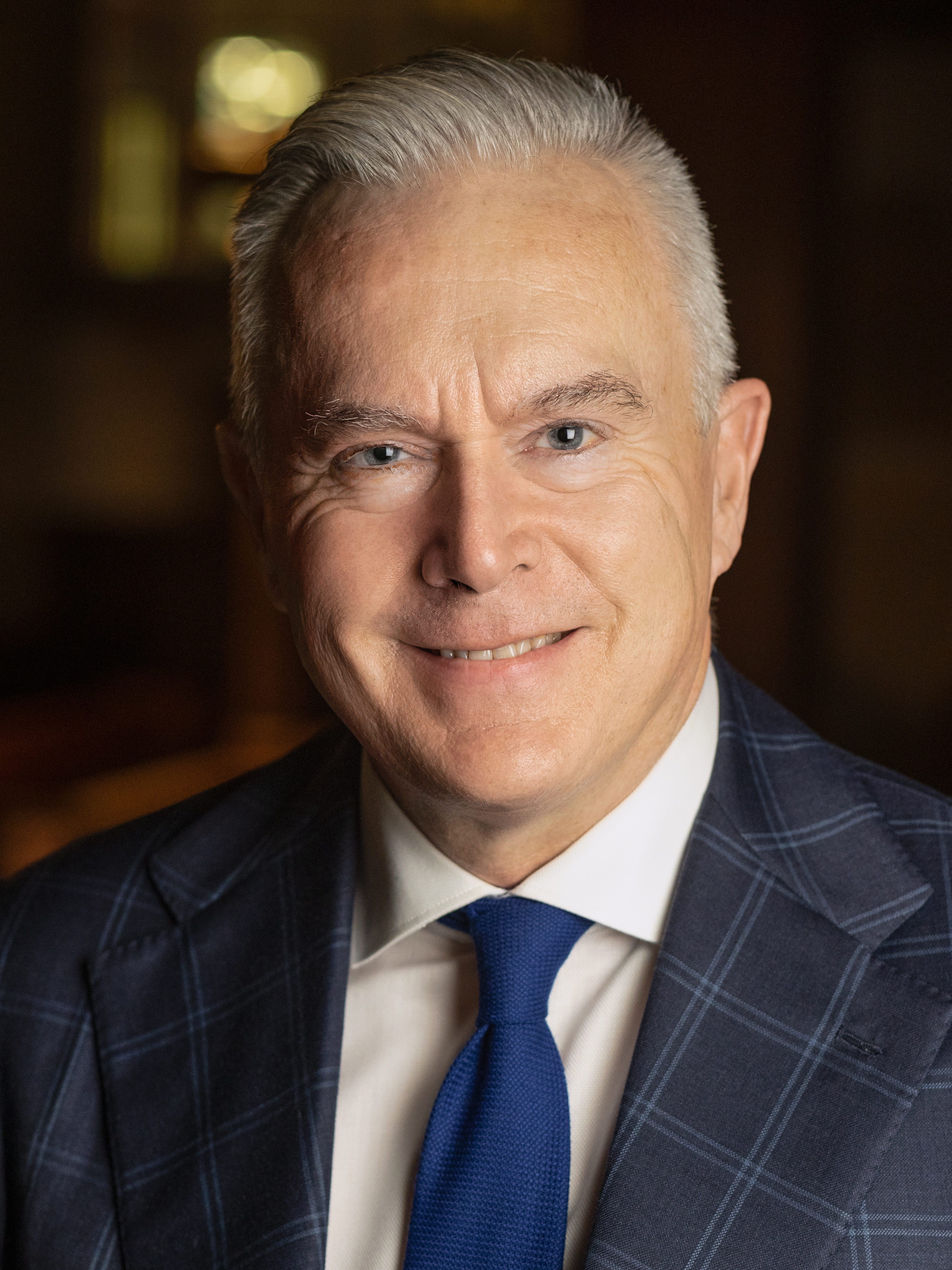
Huw Edwards (2021)

Huw Edwards (walisisch: hiːʊ ˈedwədz, englisch: hjuːˈedwədz; * 18. August 1961 in Bridgend, Wales) ist ein britischer Journalist und ehemaliger Nachrichtensprecher und Fernsehmoderator der BBC. Er präsentierte von 2003 bis 2024 die BBC-Nachrichtensendung BBC News at Ten und wurde regelmäßig von der BBC bei verschiedenen Großereignissen eingesetzt. Im Juli 2023 wurde er wegen eines angeblichen sexuellen Vergehens von der BBC suspendiert, welche er im April 2024 verließ.
Im Juli 2024 bekannte sich Edwards in drei Fällen schuldig, unanständige Bilder von Kindern gemacht zu haben.

## Leben
Edwards wurde 1961 in Bridgend geboren. Sein Vater war der Historiker und politische Aktivist Hywel Teifi Edwards (1934–2010). Er wuchs im walisischen Dorf Llangennech nahe Llanelli in Südwales auf, wo er die Llanelli Grammar School besuchte. Erste journalistische Erfahrungen sammelte er bei einem lokalen Radiosender. Nach dem Studium des Französischen an der Cardiff University kam er über ein Ausbildungsprogramm zur British Broadcasting Corporation (BBC). Für die anschließende journalistische Karriere brach er eine weiterführende Studienarbeit zur mittelalterlichen französischen Literatur ab. Ab 1985 arbeitete er zunächst im Regionalstudio der BBC in Cardiff, ehe er ein Jahr später zum Parlamentsreporter von BBC Wales befördert wurde. 1988 wechselte er als politischer Journalist zu BBC News nach London und wurde leitender Politikkorrespondent von BBC News 24. Ab 1994 wurde er regelmäßig als Moderator verschiedener Nachrichtensendungen eingesetzt, darunter die Newsnight, BBC News at One und BBC News at Six. Im Mai 1999 übernahm er die BBC News at Six als Hauptmoderator, 2003 wechselte er in gleicher Funktion zu den BBC News at Ten, die er bis zu seinem Ausscheiden aus der BBC im Jahr 2024 behielt. 2012 hatte er in dieser Rolle einen Cameoauftritt in James Bond 007: Skyfall. Mit Stand 2023 gehörte er zu den bestbezahlten Moderatoren der BBC mit einem Jahreseinkommen von über 400.000 Pfund.
Neben den Nachrichtensendungen trat Edwards auch als Moderator anderer BBC-Formate in Erscheinung. Regelmäßig präsentierte er Übertragungen verschiedener Großereignisse, besonders jener der britischen Königsfamilie. Besondere Aufmerksamkeit bekam er unter anderem für seine Rolle in der Berichterstattung zum Tode von Elisabeth II. im September 2022. Daneben trat er unter anderem als Moderator verschiedener Wahlberichterstattungen und Dokumentationen hervor. Ein Schwerpunkt seiner eigenen journalistischen Arbeit ist Wales. Er selbst bezeichnet seine Identität als Waliser als bedeutsam für ihn. Daneben widmete sich Edwards auch historischen und kulturellen Thematiken. So präsentierte er unter anderem die Dokumentationsserie The Story of Wales, die sich mit der Geschichte von Wales auseinandersetzte; auch beschäftigte er sich mehrfach mit der Thematik walisischer Kirchen. 2018 erhielt er für eine Forschungsarbeit zu walisischen Kirchgemeinden in London und Llanelli einen Ph.D. vom Campus Lampeter der University of Wales Trinity Saint David. Er ist Präsident der London Welsh Society, und ferner seit 2013 Vize-Präsident des National Churches Trust.
Edwards ist mit der Fernsehproduzentin Vicky Flind verheiratet, ist Vater von fünf Kindern und lebt in London. 2022 gab er an, seit mehreren Jahren unter Depressionen zu leiden.
Am 7. Juli 2023 bezichtigte die Boulevardzeitung The Sun einen zunächst unbenannten BBC-Moderator, er habe von einem jungen Menschen gegen Bezahlung sexuell explizite Fotografien erhalten. Die Sun gab an, dass der Moderator dem angeblichen Opfer „für schmutzige Fotos über 35.000 Pfund bezahlt habe, seit dieses 17 Jahre alt“ gewesen sei. Da die Bezahlung Minderjähriger für sexuelle Dienstleistungen verboten ist, implizierte die Boulevardzeitung damit, dass der Moderator eine Straftat begangen habe. In den folgenden Tagen wurden weitere Anschuldigungen auch anderer Personen veröffentlicht, wenngleich der junge Mensch aus den ersten Berichten die auf Angaben seiner Eltern beruhende Darstellung der Sun zurückgewiesen hatte. Die BBC suspendierte daraufhin den öffentlich zunächst nicht identifizierten Moderator. Edwards’ Ehefrau gab am 12. Juli bekannt, ihr Mann sei der Betreffende; auch teilte sie mit, Edwards’ psychische Probleme hätten durch den Skandal einen neuen Schub erhalten, woraufhin er sich für eine stationäre Behandlung in ein Krankenhaus begeben habe. Laut der britischen Polizei hatten sich bis dahin aus den  Ermittlungen keine Hinweise auf ein kriminelles Verhalten ergeben. Auch eine Untersuchung der South Wales Police kam zum gleichen Ergebnis. Anschließend wurden weitere Anschuldigungen mehrerer BBC-Mitarbeiter bekannt, dass Edwards ihnen „unangemessene Nachrichten“ geschickt haben soll; die BBC nahm nach Ende der polizeilichen Ermittlungen die zugunsten der Polizei zunächst unterbrochenen Untersuchungen wieder auf. Parallel wurde besonders die Sun für die Berichterstattung über Edwards und sein angeblich kriminelles Verhalten scharf kritisiert.
Im April 2024 verließ Edwards nach über 40 Jahren auf „ärztlichen Rat hin“ die BBC.
Am 31. Juli 2024 bekannte sich Edwards vor dem Westminster Magistrates’ Court schuldig, im Besitz von 41 kinderpornografischen Bildern und Videos gewesen zu sein. Diese hatte er im Dezember 2020 über WhatsApp von einem Pädophilen zugesandt bekommen.
Anfang August 2024 wurde bekannt, dass die BBC einzelne Beiträge, an denen Edwards prominent beteiligt war, aus ihren Archiven entfernt hat.

## Ehrungen
- 2001: BAFTA Cymru Wales – Moderator des Jahres[12]
- 2002: BAFTA Cymru Wales – Moderator des Jahres[12]
- 2003: BAFTA Cymru Wales – Moderator des Jahres[12]
- 2003: Honorary Fellow der Cardiff University[31]
- 2004: BAFTA Cymru Wales – Moderator des Jahres[12]
- 2006: Honorary Fellow der University of Wales, Lampeter[15]
- 2007: Honorary Professor of Journalism der Cardiff University[12]
- 2007: Honorary Fellow des Swansea Institute of Higher Education, der späteren Swansea Metropolitan University[32]
- 2007: Ehrendoktor der University of Glamorgan[33]
- 2009: BAFTA Cymru Wales – Moderator des Jahres[12]
- 2014: Honorary Fellow der Bangor University[3]
- 2018: Honorary Fellow des Royal Welsh College of Music & Drama[34]
- 2019: Ehrendoktor der York St John University[35]
- 2023: Fellow der Learned Society of Wales (FLSW)[36]
- 2023: Redner der Philip Geddes Memorial Lecture der St Edmund Hall, University of Oxford[37]

## Werke
- Capeli Llanelli. Our Rich Heritage. Carmarthenshire County Council, 2009, ISBN 978-0-906821-78-7.
- City Mission. The Story of London’s Welsh Chapels. Y Lolfa, Tal-y-bont 2016, ISBN 978-1-78461-174-3.